# Partij Nieuw Laarbeek
Partij Nieuw Laarbeek (PNL) is een Nederlandse lokale politieke partij in de gemeente Laarbeek.
Bij de gemeenteraadsverkiezingen van 2022 haalde PNL 6 van de 19 zetels in de gemeenteraad en werd daarmee de grootste partij van de gemeente. Sinds haar oprichting in 1996 is PNL altijd (gedeeld) de grootste partij van Laarbeek gebleven.

## Volksvertegenwoordiging
| Gemeenteraadsverkiezingen | Gemeenteraadsverkiezingen |
| Jaar                      | Zetels                    |
| ------------------------- | ------------------------- |
| 1998                      | 4                         |
| 2002                      | 5                         |
| 2006                      | 6                         |
| 2010                      | 7                         |
| 2014                      | 9                         |
| 2018                      | 9                         |
| 2022                      | 6                         |